# عیسی بقراط جعفریان
سپهبد عیسی بقراط جعفریان (درگذشتهٔ ۲۳ بهمن ۱۳۵۷) فرمانده لشکر ۹۲ زرهی اهواز و استاندار خوزستان و فارس بود.
جعفریان از امرای ارتش در نیروی زمینی بود که سابقه استانداری استان فارس را داشت.
او در تاریخ ۱۴ آبان ۱۳۵۷ به سمت استاندار خوزستان و هم‌زمان، فرمانده لشکر ۹۲ زرهی اهواز منصوب تا تا بتواند اعتصابات فزاینده در صنعت نفت را کنترل کند.

## درگذشت
در روز ۲۳ بهمن ۱۳۵۷ جعفریان و محافظش استوار حدادیان سوار بالگرد ۲۱۴ متعلق به هوانیروز ارتش می‌شوند. این بالگرد که برای کمک ب هسیل زدگان به خوزستان رفته بود در برگشت به سمت پایگاه وحدتی دزفول دچار سانحه شد که منجر به کشته شدن وی و برخی از خدمه پرواز گردید.
سرهنگ اسماعیل حاجی فر از اعضای آن پرواز در خاطرات خود می‌گوید که جعفریان و محافظ اش قصد داشت که خلبان را مجبور کند تا مسیر اصلی خارج شده و به سمت عراق پرواز نماید که این امر باعث درگیری بین او و محافظ اش با کادر پرواز و نهایتاً سقوط بالگرد و کشته شدن او گردید.
اعضای این پرواز عبارت بودند از :خلبان یکم ستوان جعفر سلطانی نیا، همافراسماعیل حاج فر حسنی، کروچیف گروهبان دوم سعید سهرابی، سپهبد بقراط جعفریان، استوار حدادیان